# Молодіжна збірна Югославії з футболу
Молодіжна збірна Югославії з футболу — футбольна збірна, яка представляла федеративну державу Югославію в міжнародних матчах, перебувала під контролем Футбольного союзу Югославії. Команда представляла Соціалистичну Федеративну Республіку Югославію (СФРЮ, 1963—1992) аж до розпаду останньої на кілька незалежних держав. 
Правонаступником збірної вважають команду, яка з 1994 року представляла у футболі Союзну Республіку Югославію, а в останні роки існування мала назву молодіжної збірної Сербії та Чорногорії.

## Виступи на Єврочелендж
- 26 жовтня 1968:  Болгарія 1-2 Югославія
- 6 червня 1969: Югославія 3-0 Іспанія
- 6 листопада 1969: Югославія 2-0 Швеція
- 24 березня 1970:  Греція 1-5 Югославія

## Виступи на чемпіонатах Європи

### Збірна до 23 років (1972 - 1976)
- 1972 — 2 місце в Групі 7
- 1974 — 2 місце в Групі 7
- 1976 — Півфінал

### Виступи начемпіонатах Європи U-21
| Рік  | Підсумок                |
| ---- | ----------------------- |
| 1978 | 1 місце                 |
| 1980 | Півфінал                |
| 1982 | Не пройшла кваліфікацію |
| 1984 | Півфінал                |
| 1986 | Не пройшла кваліфікацію |
| 1988 | Не пройшла кваліфікацію |
| 1990 | 2 місце                 |
| 1992 | Не пройшла кваліфікацію |
| 1994 | Не брали участь         |
| 1996 | Не брали участь         |
| 1998 | Не пройшла кваліфікацію |
| 2000 | Не пройшла кваліфікацію |
| 2002 | Не пройшла кваліфікацію |

## Найкращий гравець чемпіонату
Югославські гравці двічі визнавались найкращими гравцями: в 1978 — Вахід Халілходжич та в 1990 — Давор Шукер.